# 西ドイツ国鉄VT11.5型気動車
西ドイツ国鉄VT11.5型気動車（にしドイツこくてつVT11.5がたきどうしゃ、DB-Baureihe VT 11.5）は、ドイツ連邦鉄道（西ドイツ国鉄、現・ドイツ鉄道）が1957年に製造した特急旅客用気動車である。
1957年に西ドイツを含む西ヨーロッパ各国でTEEが運行開始されるのにあたり、西ドイツ国鉄がTEE用として製造した気動車である。
1968年1月1日に実施された車両称号改正により動力車は601型となり、さらにのちに一部がガスタービン動車の602型に改造され、1990年まで使用された。

## 車両構造
ドイツでは第二次世界大戦前にフリーゲンダー・ハンブルガー(SVT877)やその量産型などの特急用気動車が製造されており、戦後の西ドイツでもVT08.5型などの気動車が新造されていた。VT11.5型はこうした経験に基づいて設計されたが、特に1938年に試作された137 155編成（クルッケンベルク高速気動車）や1953年に2編成のみ製造されたVT10.5型から影響を受けている。仕様はTEEとしての共通規格（TEEの構想を参照）に従ったものである。
通常は両端の動力車2両と中間の食堂車1両、バー車1両、座席車1両、コンパートメント車2両による7両固定編成を組んだが、中間車を増車し10両編成で運行することや、10両編成2本を連結して20両編成で運行することも可能であった。
各車の連結部の貫通幌は全断面式のもので、車両下部はボディーマウント構造となっている。連結器はシャルフェンベルク式密着連結器である。
全車とも1等車であり、7両編成で運転する際の定員は122名、編成重量は230 t 、編成長は130 m である。中間車は全車とも車体長は17.4 m と、ヨーロッパの車両としては短い。空調装置を備えており、窓は固定窓となっている。車体塗色は赤色地に窓周りがベージュ色のツートンカラーである。

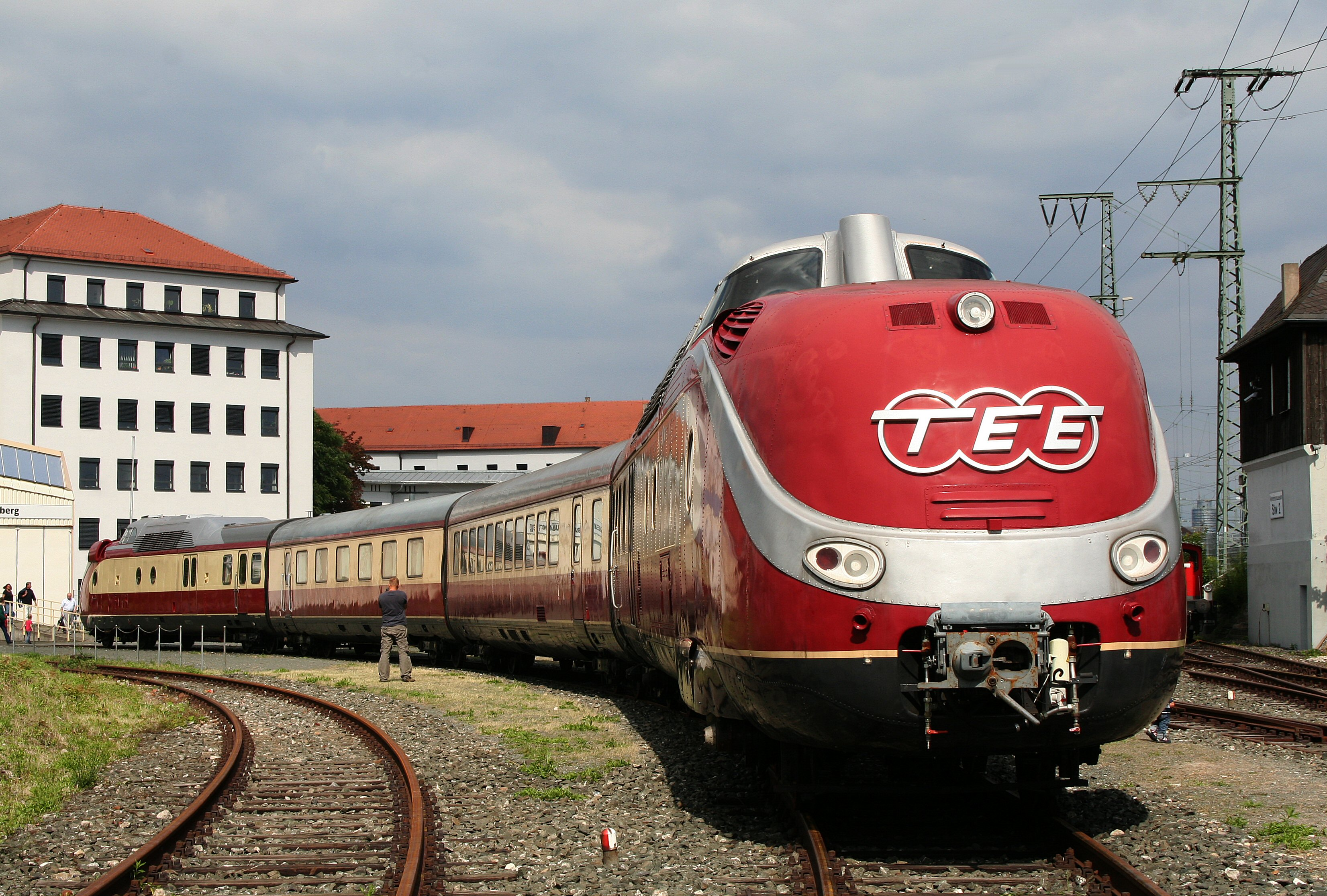
ニュルンベルク交通博物館に保存されている車両
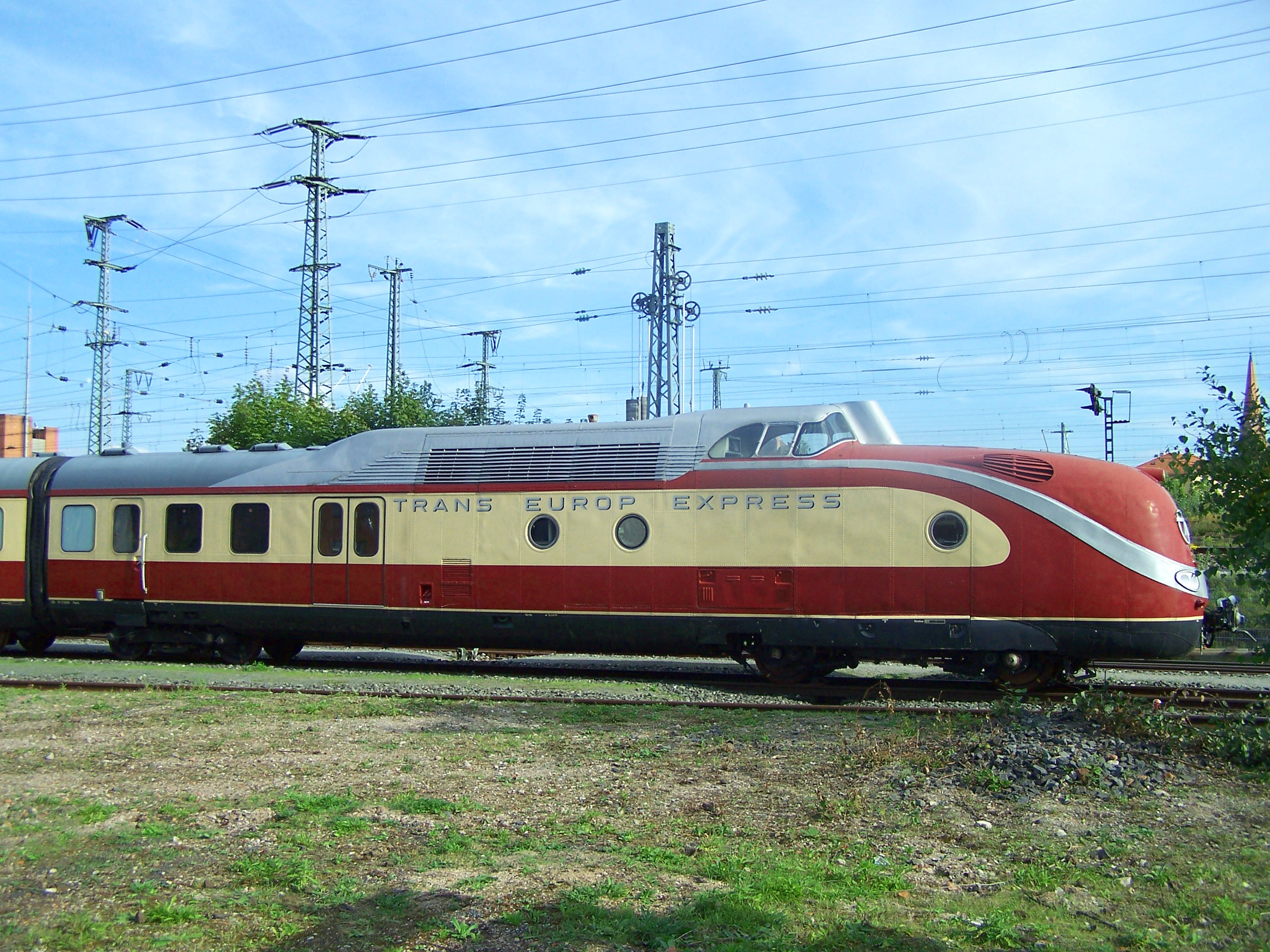
601型側面。“TRANS EUROP EXPRESS”のロゴが復元されている

### VT11.5形 → 601形
製造当初の形式記号はD4ü。編成両端に連結される動力車で、前頭部の形状は運転室を高い位置に上げた流線形（ボンネット形）である。製造メーカーはMAN。
機械室は運転室を境に前後2つに分かれる、前方ボンネット内の機械室に、以下のいずれかのディーゼルエンジンを1両につき1基搭載した。
- ダイムラー・ベンツ製 MB 820 Bp
- MAN製 L 12 V 18/21
- マイバッハ製 MD 650

いずれも出力は809 kW （1100 PS ）のV形12気筒エンジンである。ただし後にMTUフリードリヒスハーフェンのMD 12V 538型（出力760kW, 1035PS）に交換されたものもある。
動力伝達機構としてフォイト・マイバッハ・メキドロ製の液体変速機を経て、先頭側の台車のみ駆動する。後方の機械室には車内の空調や食堂車の調理室に電力を供給するディーゼル発電機が置かれている。最高速度は140 km/h で、のちに160 km/h に引き上げられた。ブレーキ装置として空気ブレーキと非常用の電磁吸着ブレーキを備える。
機械室後方の連結面寄りには手荷物室や乗務員室（出入国管理や税関にも使われた）を設置しているが、客室はない。
前面にはTEEのロゴマークが取り付けられているほか、側面には“TRANS EUROP EXPRESS”のロゴが入っている。
VT11 5001 - 5019の19両が製造された。1968年1月1日の称号改正で601（601 001 - 019）に形式変更された。

### 602形
インターシティで160 km/h での運転を実施する際、601型では性能上、編成を7両（中間車5両）以下にする必要があったため、1971年から1973年にかけて601型のエンジンを出力1617 kW （2200 PS ）のKHD製ガスタービンエンジンに換装した動力車である。吸気口や排気口の形状が変更されたほか、燃料タンクも増設されている。601 003・007・010・012の4両が改造され、602 001 - 004に改番された。
一端に602型を連結し、もう一端に602型との総括制御改造を施した601を連結することで7 - 10両編成での160 km/h 運転が可能となったほか、両端に602型を連結することで200 km/h 運転も可能とされた。ただし200 km/h での営業運転は実施されなかった。
故障が多かったことや燃料消費量が大きかったことからインターシティ運用の消滅した1979年に廃車となっている。

### コンパートメント車
製造当初の形式記号はA4üで、VM 11.51型とも称する。1室6人のコンパートメント室6室を備え、定員36名。製造メーカーはリンケ・ホフマン・ブッシュ。
VM11 5101 - 5120の20両が製造され、称号改正後は901 100となった。

### 開放座席車
製造当初の形式記号はA4yで、VM11.52型とも称する。車内は通路を挟んで一方が2人掛け、他方が1人掛けのリクライニングシートとなっている。定員33名。製造メーカーはリンケ・ホフマン・ブッシュ。
VM11 5201 - 5208の8両が製造され、称号改正後は901 200となった。
1980年に団体臨時列車用に転用された際、2等に格下げされ、定員は56名に増加した。

### バー車
製造当初の形式はAR4yで、VM11.53型とも称する。乗降用のドアはなく、隣の車両からのみ出入りできる。食堂車の隣に連結され、食堂と定員17名分の座席を備える。混雑時には座席部分に大型テーブルを設置し、食堂として供用することが可能。製造メーカーはヴェーグマン。
VM11 5301 - 5308の8両が製造され、称号改正後は901 300となった。
1980年に団体臨時列車用に転用された際に定員44名の座席車に改造されたが、改造前と同じく出入台はないままであった。

### 食堂車
製造当初の形式はWR4yで、VM11.54型とも称する。調理室と食堂を備える。車体長が17 m と短いことから食堂が狭い。このため隣のバー車にも食堂が設けられている。製造メーカーはヴェーグマン。
VM11 5401 - 5408の8両が製造され、称号改正後は901 400となった。

## 運用

### TEE

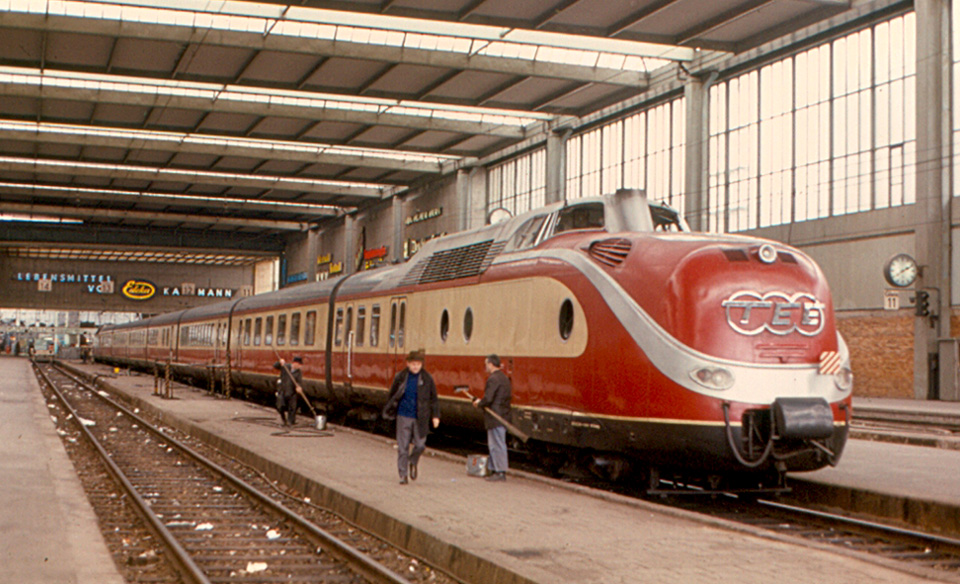
TEE「メディオラヌム」

1957年6月2日のTEE運行開始時には、VT11.5型は1編成分しか完成しておらず、予備車がないため定期運用につくことはできなかった。このため初期のTEEはVT08.05型など前世代の特急用気動車による代走となった。VT11.5型が最初に用いられたのは7月15日のTEEサフィールである。その後1957年末までに以下のTEEがVT11.5型による運行となった。
- TEE 31/32 「ライン・マイン (列車)」 フランクフルト・アム・マイン - アムステルダム
- TEE 74/75 「サフィール」ドルトムント - オーステンデ
- TEE 77/78 「ヘルヴェティア」ハンブルク - チューリッヒ
- TEE 168/185 「パリ-ルール」ドルトムント - パリ（北駅）

これらの列車にはいずれも専用の編成（ヘルヴェティアのみ2編成、他は各1編成）が充当された。列車のドイツ側の起点に位置するドルトムント、ハンブルク＝アルトナ、フランクフルト＝グリースハイムの各車両基地に所属し、1日または2日で一往復する運用が行なわれた。
1958年と1960年に運用の変更や車両の転属が行われている。また1965年には電化の進行に伴い、「ヘルヴェティア」は電気機関車牽引の列車に置き換えられた。このとき余剰となったVT11.5を転用する形で、ドルトムント - アントウェルペン間の国際特急列車「ディアマント」がTEEに格上げされた。
1968年には形式がVT11.5から601に改められている。
その後、さらに電化が進行し、様々な電圧・電気方式に対応できる電気機関車が開発されたこともあり、電気機関車牽引の客車への置き換えが進み、1969年から1972年までミュンヘン - ミラノ間の「メディオラヌム」に使用されたのを最後に601型のTEE運用は消滅した。

### 国内特急・インターシティ

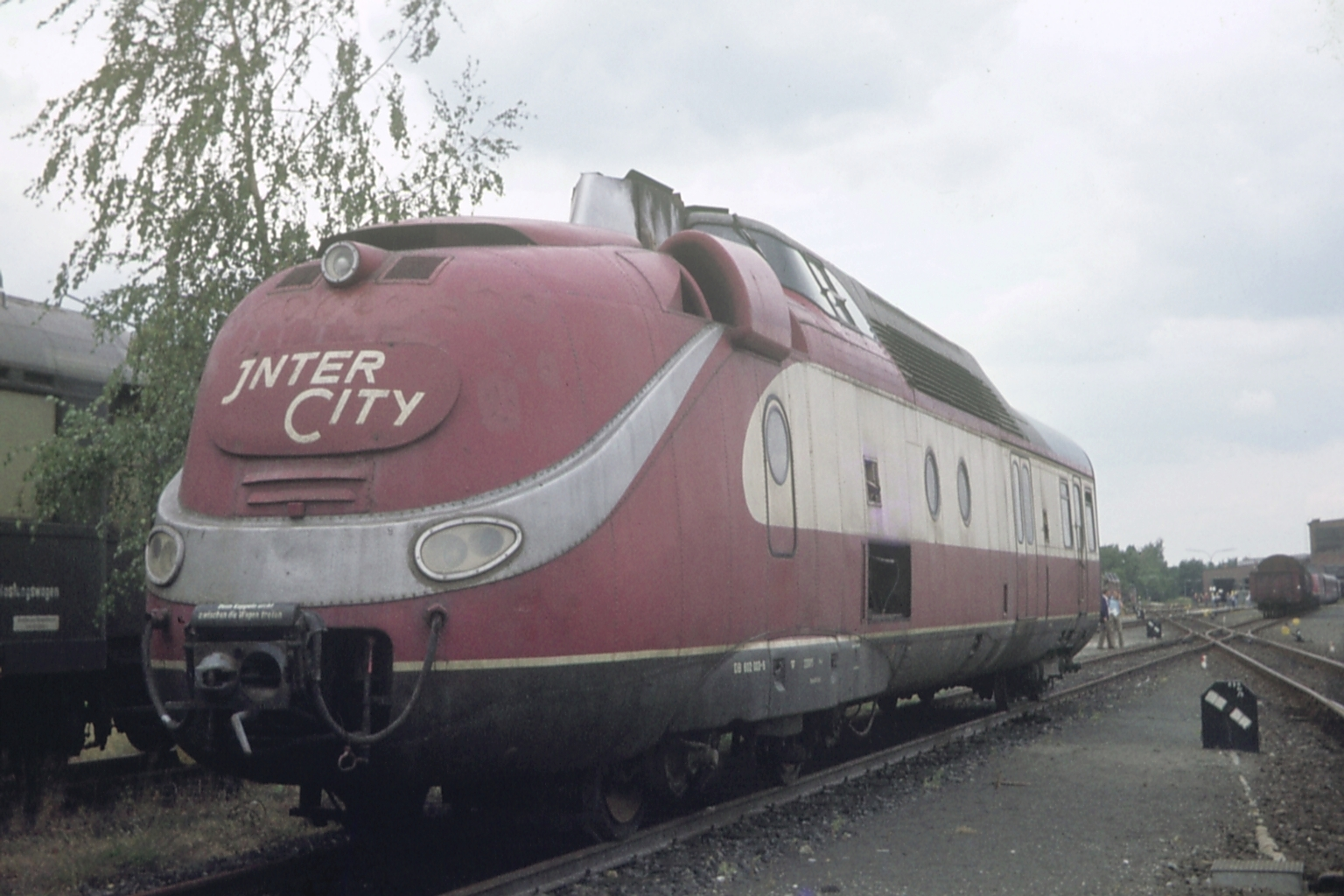
インターシティのマークを取り付けた602型

TEEでの運用が減少したことから、1968年夏ダイヤ改正から601型は西ドイツ国内の特急列車(F-Zug)にも用いられることになった。同年冬からは、国内特急のうち6往復の列車名に「インターシティ」が冠されることになり、うち4往復は601型を使用した列車であった。この際に前面のTEEロゴマークの上に、インターシティのマークをつけた着脱式のカバーが取り付けられた。また動力車側面の“TRANS EUROP EXPRESS”のロゴも消された。
インターシティは最高速度160km/hで運転されることになっていたが、601型はTEE規格に基づき最高速度が140 km/h に設計されていたため、160 km/h で運行するには中間車を5両のみとした7両編成とする必要があった。このため一部列車は需要に対応しきれず、客車列車による運転に変更されたものもある。8 - 10両編成での160 km/h 運転を行うため、1971年から1973年にかけて一部の動力車がエンジンをガスタービンエンジンに換装され、602型となった。
9月26日のダイヤ改正で、西ドイツ国鉄は従来のF-Zugを再編し、4系統からなるインターシティ網を発足させた。この時6往復（不定期列車の「カーヴェンデル」を除く）のインターシティが601型気動車による列車とされた。この時期、601型は602型への改造を予定されていた車両を除きすべてハンブルク＝アルトナ車両基地所属とされていたが、実際にはフランクフルト・アム・マインを拠点に運用された。一日あたりの走行距離を均等にするため、複数の列車を組み合わせた複雑な車両運用が行なわれていた。
1974年7月14日にはハンブルク - フランクフルト - ルートヴィヒスハーフェン間（IC3号線）のインターシティ「ザクセンロス」が602型ガスタービン動力車による列車となった。しかし1975年1月には動力車の片方を602型、もう片方を602型とした編成に置き換えられた。1975年6月1日にはハンブルク - ケルン間（IC1号線）の「プリンツィパル」が602型による列車となるが、これも1年後の1976年5月30日には601型と602型の混結編成に置き換えられた。602型ガスタービン動力車単独による列車はこの二例のみに終わった。
1976年夏以降、601型と602型の混結編成はこのほかハノーファー - ケルン、ボン間（IC2号線）の列車にも用いられた。なおこの時期にはザクセンロスは601型単独の編成に戻っている。
1978年5月28日のダイヤ改正で601型・602型混結編成の運用は終了した。また同改正で601型単独の定期列車も二往復のみとなった。
1979年5月29日から、西ドイツ国鉄は全てのインターシティに二等車を連結するようになった。一等車専用の601型/901型気動車はこのダイヤ改正でインターシティの運用を外れた。その後、1979年に602型が廃車となり、1980年には601型の一部が廃車となっている。

### アルペンゼー・エクスプレス
インターシティでの運用から外れた後に残った車両は1980年に10両編成5本に組み替えられ、ハンブルクやドルトムントとベルヒテスガーデン・リンダウ・インスブルック・ザルツブルクなどのドイツ南部やオーストリアの保養地を結ぶ団体専用臨時列車「アルペンゼー・エクスプレス」で使用開始された。これに際して1等車から2等車に格下げされ、バー車は座席車に改造された。前面のインターシティのマークも撤去され、代わりにDB（西ドイツ国鉄）のロゴが入れられた。
この列車は1988年に運行を終了し、601型は廃車となり、解体された601 002と901 403を除きイタリアの会社に売却された。

### マックス・リーバーマン

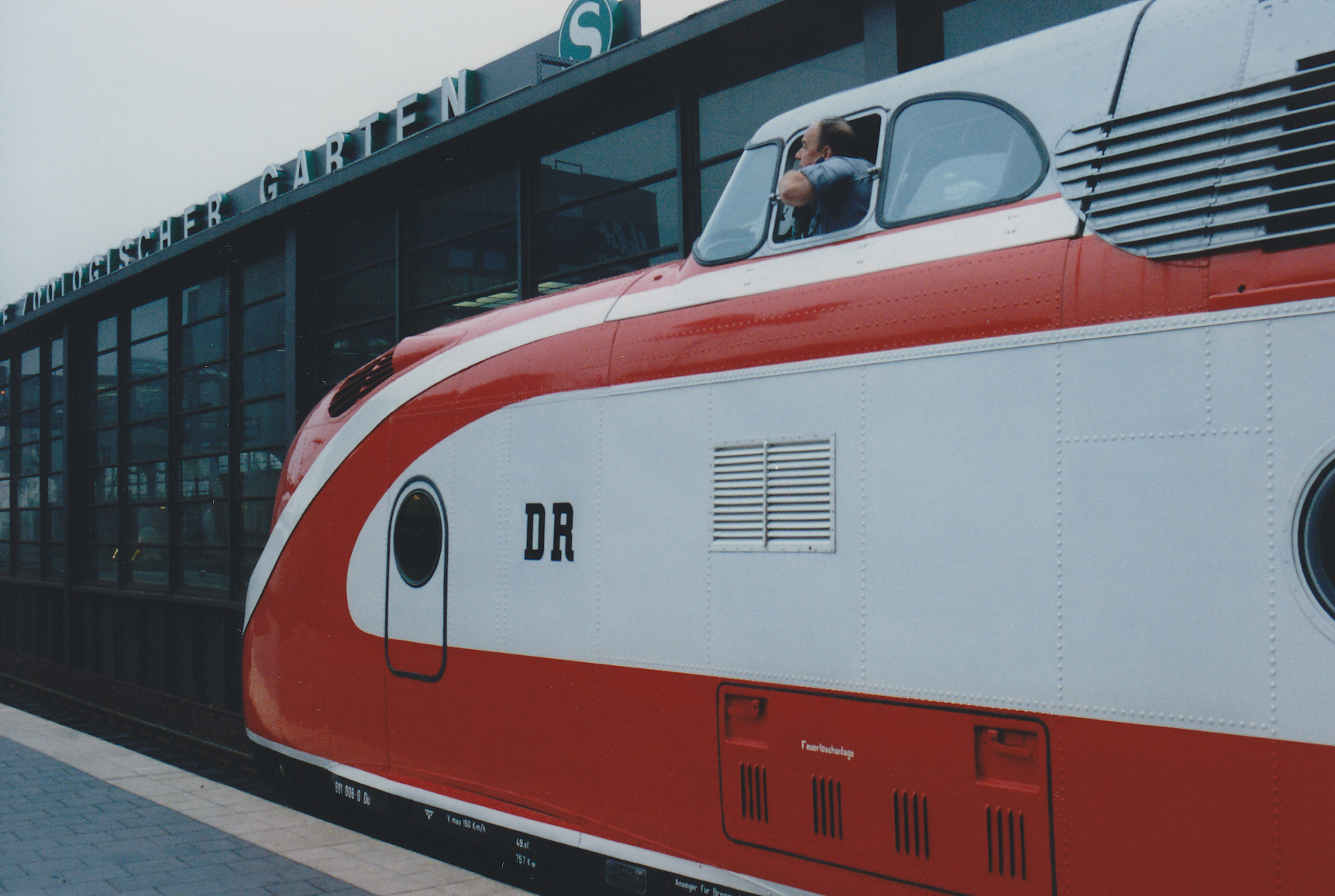
「マックス・リーバーマン」で使用される601。動力車には東ドイツ国鉄(DR)のロゴが入れられた

ベルリンの壁崩壊後の1990年、東ドイツ国鉄ではすでに廃車となり売却されていた601型10両編成1本と予備車を、西ドイツとベルリンを結ぶ連絡列車用として借り入れた。同年7月27日から9月29日までハンブルク - ベルリン間のインターシティ「マックス・リーバーマン」で使用された。
この「マックス・リーバーマン」での運用を最後に601型の営業運転は全面的に終了した。

## 保存車両

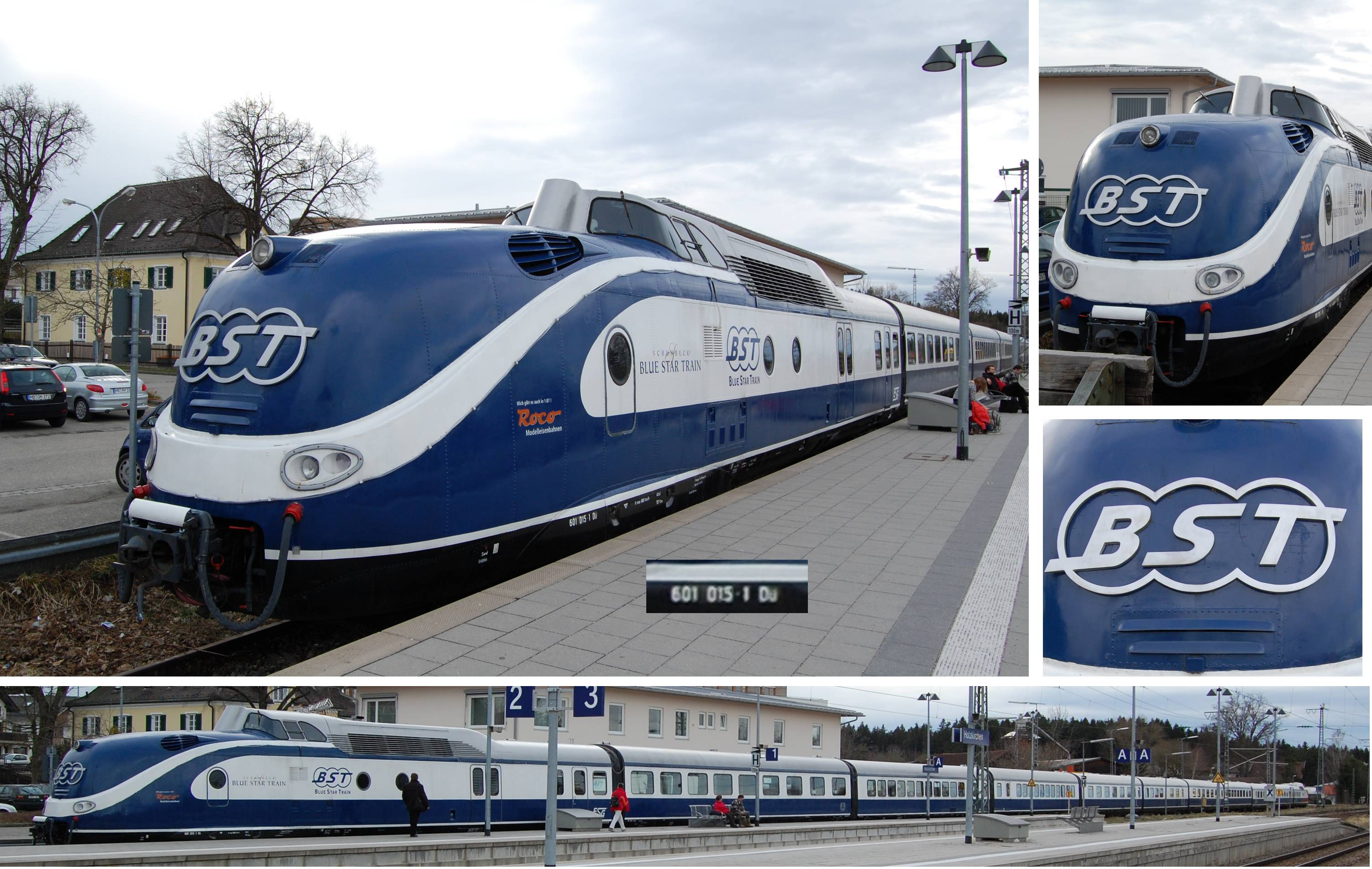
アウクスブルク鉄道公園でレストランに転用されている601型

602 003など4両がニュルンベルク交通博物館に保存されている。
アウクスブルク鉄道公園では601型1編成を“Blue Star Train”というレストランとして使用している。車内は改装され、外観は青色とベージュ色に塗り替えられている。

## 使用列車一覧

### TEE
出典は特記ない限りKoschinski 2001, pp. 36–41による。
| 列車名                    | 運行区間                                      | 車両基地             | 使用期間                       |
| ------------------------- | --------------------------------------------- | -------------------- | ------------------------------ |
| サフィール                | ドルトムント - オーステンデ                   | ドルトムント         | 1957年7月15日 - 1958年5月30日  |
| サフィール                | フランクフルト・アム・マイン - オーステンデ   | フランクフルト       | 1958年6月1日 - 1971年9月25日   |
| ヘルヴェティア            | ハンブルク＝アルトナ - チューリッヒ           | ハンブルク＝アルトナ | 1957年10月14日 - 1965年4月11日 |
| ライン・マイン            | フランクフルト・アム・マイン - アムステルダム | フランクフルト       | 1957年12月2日 - 1967年5月27日  |
| パリ・ルール              | パリ - ドルトムント                           | ドルトムント         | 1957年12月23日 - 1960年5月28日 |
| パリ・ルール              | パリ - ドルトムント                           | ドルトムント         | 1965年5月30日 - 1969年5月31日  |
| パルジファル              | パリ - ハンブルク＝アルトナ                   | ハンブルク＝アルトナ | 1960年5月29日 - 1968年9月28日  |
| ディアマント Diamant      | ドルトムント - アントウェルペン               | ドルトムント         | 1965年5月30日 - 1968年9月28日  |
| ディアマント Diamant      | ケルン - ブリュッセル                         | ハンブルク＝アルトナ | 1968年9月29日 - 1968年11月10日 |
| ディアマント Diamant      | ケルン - ブリュッセル                         | フランクフルト       | 1968年11月11日 - 1971年5月22日 |
| メディオラヌム Mediolanum | ミュンヘン - ミラノ                           | フランクフルト       | 1969年6月1日 - 1972年8月19日   |

1. ↑  1966年5月22日にドルトムント - ブリュッセル間に短縮(Mertens & malaspina 2007, p. 240)。
2. ↑  1970年5月31日にハノーファー - ブリュッセル間に延長(Mertens & malaspina 2007, p. 240)

### F-Zug
出典は特記ない限りKoschinski 2001, p. 42による。ただし運行区間の変遷はSharf & Ernst 1983, pp. 789–807、所属車両基地は同pp.613-615、ダイヤ改正日付は同p.830による。
| 列車名                                | 運行区間                                                                                        | 車両基地             | 使用期間                         | 備考                         |
| ------------------------------------- | ----------------------------------------------------------------------------------------------- | -------------------- | -------------------------------- | ---------------------------- |
| ハンス・ザックス Hans Sachs           | ドルトムント → フランクフルト・アム・マイン → ミュンヘン ミュンヘン → フランクフルト → ハーゲン | ドルトムント         | 1968年5月26日 - 1968年9月28日    |                              |
| トーラー・ボンムベルク Toller Bomberg | ハンブルク＝アルトナ - ケルン                                                                   | ハンブルク＝アルトナ | 1968年9月29日 - 1968年11月10日   | インターシティB              |
| ヴィルヘルム・ブッシュ Wilhelm Busch  | ハノーファー - ケルン                                                                           | ハンブルク＝アルトナ | 1968年9月29日 - 1968年11月10日   | インターシティD              |
| プリンツレゲント Prinzregent          | フランクフルト - ミュンヘン                                                                     | フランクフルト       | 1968年9月29日 - （ICに種別変更） | インターシティE              |
| メルカトル Mercator                   | ハノーファー - フランクフルト                                                                   | フランクフルト       | 1968年9月29日 - 1971年9月25日    | インターシティF              |
| ザクセンロス Sachsenroß               | ケルン - ハノーファー - フランクフルト                                                          | ハンブルク＝アルトナ | 1968年9月29日 - 1968年11月10日   |                              |
| ザクセンロス Sachsenroß               | ケルン - ハノーファー - フランクフルト                                                          | フランクフルト       | 1968年11月11日 - 1971年9月25日   |                              |
| カーヴェンデル Karwendel              | フランクフルト - ゼーフェルト・イン・チロル                                                     | フランクフルト       | 1970年1月31日 - （ICに種別変更） | 冬ダイヤ期間のみの不定期列車 |

1. ↑  ミュンヘン行はヴュルツブルク経由、フランクフルト行はシュトゥットガルト経由。1971年夏には不定期にフランクフルト - インスブルック間に延長。
2. ↑  1969年6月1日以降ブレーメン - ハノーファー - フランクフルト - シュトゥットガルト間に延長。
3. ↑  1970年5月31日にブレーメン → マンハイム間およびフランクフルト → ブレーメン間に変更

### インターシティ
出典は特記ない限りKoschinski 2001, pp. 42–45による。ただし運行区間の変遷はSharf & Ernst 1983, pp. 789–807、ダイヤ改正日付は同p.830による。
| 列車名                                    | 系統  | 運行区間                                                                               | 使用期間                          | 備考                                         |
| ----------------------------------------- | ----- | -------------------------------------------------------------------------------------- | --------------------------------- | -------------------------------------------- |
| ヘッセン・クリール Hessen Kurier          | 1号線 | ヴィースバーデン - ミュンヘン                                                          | 1971年9月26日 - 1976年5月29日     |                                              |
| ヘッセン・クリール Hessen Kurier          | 1号線 | ヴィースバーデン - ミュンヘン                                                          | 1977年5月22日 - 1978年5月27日     |                                              |
| ヘッセン・クリール Hessen Kurier          | 1号線 | ヴィースバーデン → ミュンヘン                                                          | 1978年5月28日 - 1979年5月26日     | 南行のみ（北行は客車列車）                   |
| ヤーコブ・フッガー Jacob Fugger           | 1号線 | シュトゥットガルト - ミュンヘン                                                        | 1971年9月26日 - 1973年6月2日      |                                              |
| プレジデント Präsident                    | 1号線 | フランクフルト・アム・マイン → シュトゥットガルト → ミュンヘン ミュンヘン → マンハイム | 1971年9月26日 - 1975年5月31日     |                                              |
| プレジデント Präsident                    | 1号線 | ミュンヘン → ルートヴィヒスハーフェン                                                  | 1976年5月30日 - 1979年5月26日     | 北行のみ（南行は客車列車）                   |
| プリンツレゲント Prinzregent              | 2号線 | フランクフルト・アム・マイン - ミュンヘン                                              | （F-Zugから変更） - 1975年5月31日 |                                              |
| プリンツレゲント Prinzregent              | 2号線 | フランクフルト → ミュンヘン                                                            | 1976年5月30日 -                   | 南行のみ（北行は客車列車）                   |
| ノルトヴィント Nortwind                   | 4号線 | ブレーメン → ミュンヘン                                                                | 1971年9月26日 - 1976年5月29日     | 南行のみ運転                                 |
| ジュートヴィント Südwind                  | 4号線 | ミュンヘン → ブレーメン                                                                | 1971年9月26日 - 1973年6月2日      | 北行のみ運転。                               |
| カーヴェンデル Karwendel                  |       | フランクフルト - ゼーフェルト・イン・チロル                                            | （F-Zugから変更） - 1979年        | 冬ダイヤ期間のみの不定期列車                 |
| マークグラーフ Markgraf                   | 3号線 | バーゼル → フランクフルト                                                              | 1972年10月1日 - 1975年5月31日     | 北行のみ（南行は客車列車）                   |
| マークグラーフ Markgraf                   | 3号線 | フランクフルト - バーゼル                                                              | 1975年6月1日 - 1978年5月27日      | 往復とも                                     |
| メリアン Merian                           | 3号線 | フランクフルト → バーゼル                                                              | 1972年10月1日 - 1975年5月31日     | 南行のみ（北行は客車列車）                   |
| リーメンシュナイダー Riemenschneider      | 4号線 | ミュンヘン → ブレーメン                                                                | 1973年6月3日 - 1976年5月29日      | 北行のみ（南行は客車列車）                   |
| ザクセンロス Sachsenroß                   | 3号線 | ハンブルク - フランクフルト - ルートヴィヒスハーフェン                                 | 1973年6月3日 - 1974年6月13日      | 601型                                        |
| ザクセンロス Sachsenroß                   | 3号線 | ハンブルク - フランクフルト - ルートヴィヒスハーフェン                                 | 1974年6月14日 - 1975年1月         | 602型                                        |
| ザクセンロス Sachsenroß                   | 3号線 | ハンブルク - フランクフルト - ルートヴィヒスハーフェン                                 | 1975年1月 - 1976年5月29日         | 601型/602型混結                              |
| ザクセンロス Sachsenroß                   | 3号線 | ハンブルク → フランクフルト ルートヴィヒスハーフェン → ハンブルク                      | 1976年5月30日 - 1979年5月26日     | 601型                                        |
| プリンツィパル Prinzipal                  | 1号線 | ハンブルク - ケルン                                                                    | 1975年6月1日 - 1976年5月29日      | 602型                                        |
| プリンツィパル Prinzipal                  | 1号線 | ハンブルク - ケルン                                                                    | 1976年5月30日 - 1978年5月27日     | 601型/602型混結                              |
| トーラー・ボンムベルク Toller Bomberg     | 1号線 | ハンブルク → ケルン ボン → ハンブルク                                                  | 1976年6月1日 - 1977年5月21日      | 601型/602型混結                              |
| ドムプファイル Dompfeil                   | 2号線 | ハノーファー → ボン ケルン → ハノーファー                                              | 1976年6月1日 - 1977年5月21日      | 601型/602型混結                              |
| ヴィルヘルム・ブッシュ Wilhelm Busch      | 2号線 | ハノーファー → ケルン                                                                  | 1977年5月22日 - 1978年2月28日     | 片道のみ（逆向きは客車列車） 601型/602型混結 |
| ポルタ・ヴェストファリカ Porta Westfalica | 2号線 | ケルン → ハノーファー                                                                  | 1977年5月22日 - 1978年2月28日     | 片道のみ（逆向きは客車列車） 601型/602型混結 |

1. ↑  ミュンヘン発列車は1974年5月26日にミュンヘン → ヴィースバーデンに運行区間を変更。
2. ↑  不定期にインスブルックまで延長。

## 車両一覧
- 「車両番号」は1968年の車両番号改定後の番号で、最後の一桁はチェックディジットである。「旧番号」は1967年以前の番号、または改造元の車両の番号を示す。
- 「廃車後」欄の記号は以下の通り。
  - A : ドイツ国内で解体
  - B : Jelka社に売却
  - C : 東ドイツ国鉄に貸出、「マックス・リーバマン」で使用
  - D : Rail Italy社に売却
  - E : DB博物館で保存
    - E′ : 2003年に買い戻した車両

  - F : ESG社に売却、Blue Star Trainで使用
- 出典は特記ない限りKoschinski 2001, p. 52による。ただし「廃車後」欄のBlue Star Trainに関するものはBlue Star Trainのwebページ[13]、「現所有者・所在地」欄はKoschinski 2007, p. 82による。

| 車両番号  | 旧番号     | 車籍登録       | 廃車（除籍）     | 廃車後                | 現所有者・所在（2007年現在）              |
| --------- | ---------- | -------------- | ---------------- | --------------------- | ----------------------------------------- |
| 601 001-1 | VT 11 5001 | 1957年5月15日  | 1987年11月30日   | A                     |                                           |
| 601 002-9 | VT 11 5002 | 1957年5月15日  | 1981年6月11日    | A                     |                                           |
| 601 003-7 | VT 11 5003 | 1957年6月22日  | 602 002-8 に改造 | 602 002-8 に改造      | 602 002-8 に改造                          |
| 601 004-5 | VT 11 5004 | 1957年7月1日   | 1988年5月1日     | B                     |                                           |
| 601 005-2 | VT 11 5005 | 1957年7月26日  | 1988年3月1日     | B                     |                                           |
| 601 006-0 | VT 11 5006 | 1957年7月26日  | 1988年5月1日     | B, C, D, F            | ESG, Bahnpark Augsburg                    |
| 601 007-8 | VT 11 5007 | 1957年8月22日  | 602 004-4 に改造 | 602 004-4 に改造      | 602 004-4 に改造                          |
| 601 008-6 | VT 11 5008 | 1957年8月22日  | 1987年11月30日   | E                     | DB博物館（ニュルンベルク）                |
| 601 009-4 | VT 11 5009 | 1957年9月19日  | 1981年8月22日    | B                     |                                           |
| 601 010-2 | VT 11 5010 | 1957年9月19日  | 602 001-0 に改造 | 602 001-0 に改造      | 602 001-0 に改造                          |
| 601 011-0 | VT 11 5011 | 1957年10月7日  | 1988年5月1日     | B                     |                                           |
| 601 012-8 | VT 11 5012 | 1957年10月7日  | 602 003-6 に改造 | 602 003-6 に改造      | 602 003-6 に改造                          |
| 601 013-6 | VT 11 5013 | 1957年10月28日 | 1988年3月1日     | B, C（予備車）, D, E′ | DB博物館（ライプツィヒ中央駅南）          |
| 601 014-4 | VT 11 5014 | 1957年10月28日 | 1988年5月1日     | E                     | DB博物館（ライプツィヒ中央駅南）          |
| 601 015-1 | VT 11 5015 | 1957年11月11日 | 1987年8月31日    | B, C, D, F            | ESG, Bahnpark Augsburg                    |
| 601 016-9 | VT 11 5016 | 1957年11月11日 | 1987年5月1日     | B                     | Firma Sistem, Solignano Nuovo（イタリア） |
| 601 017-7 | VT 11 5017 | 1957年11月27日 | 1987年9月26日    | B                     |                                           |
| 601 018-5 | VT 11 5018 | 1957年12月9日  | 1987年10月30日   | B, E′                 | ESG, Bahnpark Augsburg                    |
| 601 019-3 | VT 11 5019 | 1958年1月9日   | 1988年5月1日     | E                     | DB博物館（ライプツィヒ中央駅南）          |

| 車両番号  | 旧番号      | 車籍登録      | 廃車（除籍）  | 廃車後 | 現所有者・所在（2007年現在） |
| --------- | ----------- | ------------- | ------------- | ------ | ---------------------------- |
| 602 001-0 | (601 010-2) | 1972年2月22日 | 1979年7月25日 | A      |                              |
| 602 002-8 | (601 010-7) | 1972年3月9日  | 1979年9月25日 | A      |                              |
| 602 003-6 | (601 010-8) | 1972年3月8日  | 1979年7月27日 | E      | DB博物館（ニュルンベルク）   |
| 602 004-4 | (601 010-8) | 1973年3月7日  | 1979年7月25日 | A      |                              |

| 車両番号  | 旧番号     | 車籍登録       | 廃車（除籍） | 廃車後     | 現所有者・所在（2007年現在）     |
| --------- | ---------- | -------------- | ------------ | ---------- | -------------------------------- |
| 901 101-6 | VM 11 5101 | 1957年5月15日  | 1988年5月1日 | B          |                                  |
| 901 102-4 | VM 11 5102 | 1957年5月15日  | 1988年5月1日 | B, E′, F   | ESG, Bahnpark Augsburg           |
| 901 103-2 | VM 11 5103 | 1957年6月6日   | 1988年5月1日 | B, C       |                                  |
| 901 104-0 | VM 11 5104 | 1957年6月6日   | 1988年5月1日 | B, C, D, F | ESG, Bahnpark Augsburg           |
| 901 105-7 | VM 11 5105 | 1957年7月26日  | 1988年5月1日 | B          |                                  |
| 901 106-5 | VM 11 5106 | 1957年7月26日  | 1988年5月1日 | B          |                                  |
| 901 107-3 | VM 11 5107 | 1957年7月29日  | 1988年5月1日 | E          | DB博物館（ライプツィヒ中央駅南） |
| 901 108-1 | VM 11 5108 | 1957年7月29日  | 1988年5月1日 | B, E′      |                                  |
| 901 109-9 | VM 11 5109 | 1957年9月19日  | 1988年5月1日 | B, C, D, F | ESG, Bahnpark Augsburg           |
| 901 110-7 | VM 11 5110 | 1957年9月19日  | 1988年5月1日 | B, E′, F   | ESG, Bahnpark Augsburg           |
| 901 111-5 | VM 11 5111 | 1957年10月7日  | 1988年5月1日 | B          |                                  |
| 901 112-3 | VM 11 5112 | 1957年10月7日  | 1988年5月1日 | B          |                                  |
| 901 113-1 | VM 11 5113 | 1957年10月28日 | 1988年5月1日 | B          |                                  |
| 901 114-9 | VM 11 5114 | 1957年10月28日 | 1988年5月1日 | B          |                                  |
| 901 115-6 | VM 11 5115 | 1957年11月11日 | 1988年5月1日 | E          | DB博物館（ライプツィヒ中央駅南） |
| 901 116-4 | VM 11 5116 | 1957年11月11日 | 1988年5月1日 | E          | DB博物館（ライプツィヒ中央駅南） |
| 901 117-2 | VM 11 5117 | 1958年9月30日  | 1988年5月1日 | B          |                                  |
| 901 118-0 | VM 11 5118 | 1958年9月30日  | 1988年5月1日 | B          |                                  |
| 901 119-8 | VM 11 5119 | 1958年10月16日 | 1988年5月1日 | B          |                                  |
| 901 120-6 | VM 11 5120 | 1958年10月16日 | 1988年5月1日 | B          |                                  |
| 901 121-2 | VM 11 5121 | 1963年2月14日  | 1988年5月1日 | E          | DB博物館（ライプツィヒ中央駅南） |
| 901 122-2 | VM 11 5122 | 1963年2月14日  | 1988年5月1日 | E          | DB博物館（ニュルンベルク）       |
| 901 123-0 | VM 11 5123 | 1963年2月14日  | 1988年5月1日 | B          |                                  |

| 車両番号  | 旧番号     | 車籍登録       | 廃車（除籍）   | 廃車後     | 現所有者・所在（2007年現在）     |
| --------- | ---------- | -------------- | -------------- | ---------- | -------------------------------- |
| 901 201-4 | VM 11 5201 | 1957年6月27日  | 1988年5月1日   | E          | DB博物館（ライプツィヒ中央駅南） |
| 901 202-2 | VM 11 5202 | 1957年5月15日  | 1987年10月30日 | B, C, D, F | ESG, Bahnpark Augsburg           |
| 901 203-0 | VM 11 5203 | 1957年7月26日  | 1988年5月1日   | E          | DB博物館（ニュルンベルク）       |
| 901 204-8 | VM 11 5204 | 1957年7月29日  | 1988年5月1日   | B          |                                  |
| 901 205-5 | VM 11 5205 | 1957年9月19日  | 1987年10月30日 | B          |                                  |
| 901 206-3 | VM 11 5206 | 1957年10月7日  | 1988年5月1日   | B          |                                  |
| 901 207-1 | VM 11 5207 | 1957年10月28日 | 1988年5月1日   | B          | Firma Sistem, Solignano Nuovo    |
| 901 208-9 | VM 11 5208 | 1957年11月11日 | 1987年10月30日 | B, C, D, F | ESG, Bahnpark Augsburg           |

| 車両番号  | 旧番号     | 車籍登録      | 廃車（除籍）   | 廃車後     | 現所有者・所在（2007年現在）     |
| --------- | ---------- | ------------- | -------------- | ---------- | -------------------------------- |
| 901 301-2 | VM 11 5301 | 1957年7月29日 | 1987年10月30日 | B, C, D, F | ESG, Bahnpark Augsburg           |
| 901 302-0 | VM 11 5302 | 1957年5月15日 | 1988年5月1日   | B, E′      |                                  |
| 901 303-8 | VM 11 5303 | 1957年7月10日 | 1988年5月1日   | B, E′      | DB博物館（ライプツィヒ中央駅南） |
| 901 304-6 | VM 11 5304 | 1957年6月6日  | 1988年5月1日   | B, E′      | DB博物館（ライプツィヒ中央駅南） |
| 901 305-3 | VM 11 5305 | 1957年7月26日 | 1987年12月17日 | B, C, D, F | ESG, Bahnpark Augsburg           |
| 901 306-1 | VM 11 5306 | 1957年7月26日 | 1988年5月1日   | B          |                                  |
| 901 307-9 | VM 11 5307 | 1957年9月19日 | 1988年5月1日   | B          |                                  |
| 901 308-7 | VM 11 5308 | 1957年10月7日 | 1987年10月30日 | B          |                                  |

| 車両番号  | 旧番号     | 車籍登録       | 廃車（除籍）     | 廃車後           | 現所有者・所在（2007年現在）     |
| --------- | ---------- | -------------- | ---------------- | ---------------- | -------------------------------- |
| 901 401-0 | VM 11 5401 | 1957年5月15日  | 1988年5月1日     | E                | DB博物館（ライプツィヒ中央駅南） |
| 901 402-8 | VM 11 5402 | 1957年6月22日  | 1987年12月17日   | B, C, D, F       | ESG, Bahnpark Augsburg           |
| 901 403-6 | VM 11 5403 | 1957年6月6日   | 1977年9月17日    | A                |                                  |
| 901 404-4 | VM 11 5404 | 1957年7月26日  | 1988年3月1日     | E                | DB博物館（ライプツィヒ中央駅南） |
| 901 405-1 | VM 11 5405 | 1957年11月11日 | 1987年10月30日   | A                |                                  |
| 901 406-9 | VM 11 5406 | 1957年7月29日  | 901 501-7 に改造 | 901 501-7 に改造 | 901 501-7 に改造                 |
| 901 407-7 | VM 11 5407 | 1957年9月19日  | 1988年5月1日     | B                | Firma Sistem, Solignano Nuovo    |
| 901 408-5 | VM 11 5408 | 1957年10月7日  | 1987年12月27日   | B, E′            |                                  |
| 901 409-3 | VM 11 5409 | 1957年10月28日 | 901 502-5 に改造 | 901 502-5 に改造 | 901 502-5 に改造                 |

| 車両番号  | 旧番号      | 車籍登録 | 廃車（除籍） | 廃車後 | 現所有者・所在（2007年現在）     |
| --------- | ----------- | -------- | ------------ | ------ | -------------------------------- |
| 901 501-7 | (901 406-9) | 1981年   | 1988年5月1日 | B      |                                  |
| 901 502-5 | (901 409-3) | 1981年   | 1988年5月1日 | B, E′  | DB博物館（ライプツィヒ中央駅南） |